# Margaret Windeyer
Margaret Windeyer (Sydney, 24 de novembre del 1866 - Darlinghurst, 11 d'agost del 1939) fou una bibliotecària, feminista i sufragista australiana. Per la seua important actuació i la de la seua mare, Mary Elizabeth Windeyer, Austràlia fou el segon estat que reconegué el dret de les dones al vot, el 1902.

## Vida professional

### Primers anys
Nasqué a Sydney el 1866; era la cinquena filla dels nou fills del jutge i polític William Charles Windeyer i la sufragista Mary Elizabeth Windeyer. La seua família l'anomenava Margy.
Va fundar la Women's Literary Society, que es reunia a casa seua, que fou l'origen de l'organització posterior Womanhood Suffrage League of New South Wales (Lliga del Sufragi femení de Nova Gal·les del Sud), de la qual sa mare, Mary, era presidenta fundadora quan s'establí al 1891. Després de visitar Estats Units el 1893 com a comissionada de l'Exposició Mundial Colombina de Chicago, on representà la lliga en el Congrés Mundial de Dones Representatives, contactà amb altres organitzacions feministes i tornà a Austràlia per a ajudar a crear el Consell Nacional de Dones d'Austràlia, en què fou secretària entre 1896 i 1897.

### Carrera
El 1899 viatjà a Nova York per a estudiar durant dos anys a l'Escola de bibliotecaris de la Biblioteca de l'Estat de Nova York. Al principi l'havien rebutjat com a bibliotecària a Sydney perquè era dona i se la considerava massa jove; després d'adquirir experiència a Nova York i familiaritzar-se amb el sistema de classificació decimal de Dewey, aprovà els exàmens especials d'ingrés i la contractaren com a catalogadora en la Biblioteca Pública de Nova Gal·les de Sud al seu retorn, al 1901. Esdevingué una de les primeres dones treballadores d'aquesta biblioteca. Al gener del 1910 la nomenaren assistent de la col·lecció de la Biblioteca Mitchell, però va ser ignorada dues vegades per al lloc de catalogadora principal.
Al llarg de la seua carrera, participà en la creació de biblioteques per a xiquets a Sydney i sales de lectura infantils a les biblioteques públiques. Es va retirar al 1926.

### Drets de les dones
De 1907 a 1939 es dedicà en especial a les activitats feministes: fou membre del consell directiu de The Women's College de la Universitat de Sydney. També participà en l'Associació de Dones Treballadores Professionals, el Sindicat de Kindergarten de Nova Gal·les del Sud, el Moviment de Parcs i Patis, i el Consell Nacional de Dones d'Austràlia, que la designà presidenta honorària vitalícia el 1918, tot i que no havia estat membre de la junta executiva del consell. També fou voluntària de l'Exèrcit de Salvació.
Vivia amb sa germana Jane, a Elizabeth Bay. Va morir l'11 d'agost del 1939 a l'Hospital de Darlinghurst, als afores de Sydney.